# Merochlorops australis
Merochlorops australis är en tvåvingeart som först beskrevs av Becker 1911.  Merochlorops australis ingår i släktet Merochlorops och familjen fritflugor. Inga underarter finns listade i Catalogue of Life.